# Valentino
Valentino Garavani (sinh ngày 11 tháng 5 năm 1932 tại Voghera, Ý) thường hay gọi tắt là Valentino - là đại diện sáng giá nhất của nền haute couture Ý (thời trang thiết kế cao cấp), người đã tạo nên thương hiệu nổi tiếng cùng tên Valentino. Sau những năm học tập về tiếng Pháp và thời trang của Milano, năm 17 tuổi ông chuyển sang sống tại Paris để tham gia một khoá học tại Chambre Syndicale de la Couture của Paris.
Năm 19 tuổi, ông làm thuê cho nhà may của Jean Dessès. Sau khoảng năm năm làm việc tại đó, Valentino chuyển sang làm việc cho Guy Laroche với chức vụ phụ tá tạo mẫu thời trang.
Từ đó đến nay, nhà may Valentino không ngừng phát triển và trở thành haute couture ăn khách nhất cho các phụ nữ giàu có và nổi tiếng thế giới. Ông là người may áo cưới cho Jacqueline Kennedy khi bà cưới người chồng thứ hai - nhà tỉ phú dầu lửa Aristotle Onassis - và lập tức có 38 phụ nữ khác đặt ngay cùng kiểu áo cưới này, một hiện tượng hiếm có trong haute couture.
Năm 1969, Valentino mở cửa hàng bán đồ may sẵn đầu tiên của ông tại Paris; năm 1972, chi nhánh sản xuất trang phục nam giới; và năm 1973, sản xuất đồ trang trí nhà cửa. Kính râm, đồ da, đồ trang sức... của Valentino cũng rất nổi tiếng thế giới. Ông còn sản xuất nước hoa và tạo mẫu cho loại ôtô mang tên Alfa Romeo. Bên cạnh những cuộc trình diễn thời trang haute couture tại Roma, kể từ năm 1975, Valentino cũng bắt đầu cho trình diễn những bộ sưu tập đồ may sẵn.
Trang phục của Valentino gợi lại các mốt của Hollywood thời kỳ thập niên 1950. Mang tính thành thị và vô cùng sang trọng, các mốt của Valentino phản ánh quan niệm sống của ông. Thập niên 1980 có thể gọi là thời kỳ của Valentino, khi những mốt quần áo lịch sự, đài các, lộng lẫy, với chất lượng cao của ông được khách hàng giàu có khắp thế giới ưa chuộng.
Được coi là một trong những nhà tạo mẫu nổi tiếng nhất nước Ý, Valentino còn là đại diện cho hình ảnh của haute couture truyền thống.